# Niederengsfeld
Niederengsfeld ist eine Hofschaft von Wipperfürth im Oberbergischen Kreis im Regierungsbezirk Köln in Nordrhein-Westfalen (Deutschland).

## Lage und Beschreibung
Die Hofschaft liegt im Nordosten von Wipperfürth im Tal des Baches Hönnige. Nachbarorte sind Kupferberg, Engsfeld, Engstfeld und Auf dem Heede. Im Bereich der Hofschaft entspringen drei vom Wupperverband als „Rechter Zulauf Hönnige“ bezeichnete Gewässer. Der Hamscher Siepen mündet im Südosten der Hofschaft in die Hönnige.
Politisch wird der Ort durch den Direktkandidaten des Wahlbezirks 12.1 (121) Kupferberg im Rat der Stadt Wipperfürth vertreten.

## Geschichte
1417 wird die Hofschaft unter der Bezeichnung „Enxtvelt“ erstmals genannt. Aufgeführt wird im Matrikel der Kölner Universität der Student „Arn. Enxtveld de Wippervorde“. Die historische Karte Topographia Ducatus Montani aus dem Jahre 1715 zeigt in „n. Engesfeld“ einen Hof. Die Karte Topographische Aufnahme der Rheinlande von 1825 verwendet den Namen „Unterengstfeld“. In der Preußischen Neuaufnahme von 1894 bis 1896 steht „Ndr. Engsfeld“ geschrieben.

## Busverbindungen
Über die im Nachbarort Engsfeld gelegene Bushaltestelle der Linie 55 (MVG) und die Bushaltestelle in Kupferberg der Linie 338 (VRS/OVAG) ist eine Anbindung an den öffentlichen Personennahverkehr gegeben.

## Wanderwege
Der vom SGV ausgeschilderte Halveraner Rundweg führt durch die Hofschaft.